# Idioma rayastani
El rājasthānī o rayastani (en alfabeto devanagari:राजस्थानी) es una lengua indoaria centroccidental. El rayastani, propiamente dicho tiene unos 20 millones de hablantes en Rayasthán y los estados vecinos de India y Pakistán. Si se incluyen, como se hace con frecuencia, dentro del rayastani otras variedades lingüísticas relacionadas, entre ellas las variedades de marwari que son muy cercanas, entonces el número de hablantes es de unos 50 millones. Es una de las lenguas derivadas del antiguo gujarati (también llamado maru-gujar o maruwani), siendo el otro gran grupo derivado del antiguo gujarati, el moderno gujarati.

## Aspectos históricos, sociales y culturales

### Historia
En antiguo guyarati (también llamado maru-gujar, maruwani o gujjar bakha) (1100 AD — 1500 AD), es el antecesor de las variedades guyaratis y rayastanis, hablado por los gujar de Guyarat y Rayastán. Los textos de ese período muestran características típicas del guyarati como la diferencia entre formas nominales en caso directo y en caso oblicuo, la presencia de postposiciones y verbos auxiliares. Además en dicho estadio la lengua distinguía tres valores para el género gramatical (como sigue manteniéndose en guyarati moderno). Hacia el 1300 surgió una forma estandarizada de esta lengua, que algunos autores prefieren llamar antiguo rayastani occidental, usando el argumento de que guyarati y el rayastani no eran lenguas diferentes en esa época. El monje y erudito janista Hemachandra Suri escribió una gramática forma de esta lengua durante el reinado de Siddharaj Jayasinh de la dinastía Solanki de Anhilwara (Patan).

### Distribución geográfica
La mayor parte de las variedades de rayastani se hablan en el estado de Rayasthán aunque también existen variedades en Guyarat, Haryana y el Punyab.

### Variantes
Frecuentemente junto con el rayastani propiamente dicho se consideran otras variedades como dialectos o como lenguas rayastaníes relacionadas, entre ellas están:
- Bagri
- Gade Lohar
- Gujari
- Malvi
- Wagdi
- Lambadi

## Estatus oficial
En el pasado, la lengua hablada en Rayastán se consideró como un dialecto de hindi occidental (Kellogg, 1873). George Abraham Grierson (1908) fue el primer estudioso que usó la denominación Rajasthani para esta lengua, que previamente se conocía por el nombre de sus diferentes dialectos. Hoy en día, sin embargo, la Sahitya Akademi, la Academia Nacional de Letras y la Comisión de Becas Universitarias de India lo reconocen como una lengua independiente. Además se enseña como tal en las universidades de Jodhpur y Udaipur. El Consejo de Educación Secundaria de Rayastán incluyó el Rayastani como materia optativa desde 1973. Desde 1947, muchos movimientos han estado promoviendo su aceptación social en Rayastán, pero algunas personas todavía lo consideran como un 'dialecto' del hindi.[¿por quién?] Más recientemente, el gobierno de Rayasthán le ha dado la categoría de lengua oficial del estado, aunque todavía no existe una gramática de referencia o un diccionario moderno basado en el uso real en Rayastán,[cita requerida] aunque actualmente se está trabajado en una gramática descriptiva del rayastani.

## Comparación léxica
Los numerales en diferentes variedades rayastaníes son:
| GLOSA | Bagri | Dhatki | Gade Lohar | Gujari | Lamani | Marwari | Shekhawati | PROTO- RAJASTHANI |
| ----- | ----- | ------ | ---------- | ------ | ------ | ------- | ---------- | ----------------- |
| '1'   | ek    | hɛk    | ek         | ek     | ek     | hek     | ek         | *ek               |
| '2'   | do    | ɓʌ     | be         | do     | di     | ɓe      | do         | *ɗui              |
| '3'   | tin   | t̪ʌn    | tin        | trɛ    | tin    | tɪn     | tin        | *tin              |
| '4'   | ʧyar  | ʧɑr    | ʧyar       | ʧar    | ʧyar   | ʧɑr     | ʧyar       | *ʧyar             |
| '5'   | pãʧ   | pʌnʤ   | pãʧ        | pənʤ   | panʧ   | pɑnʧ    | pãnʧ       | *panʧ             |
| '6'   | ʧʰɛ   | ʧʰʌ    | ʧʰəh       | ʧʰe    | ʧʰo    | ʧʰe     | ʧʰɛ        | *ʧʰa              |
| '7'   | sat   | sʌt    | hat        | sət    | sat    | hɑt     | sat        | *sat              |
| '8'   | aʈʰ   | ʌʈʰ    | aʈʰ        | əʈʰ    | ãʈ     | ɑʈʰ     | aʈʰ        | *aʈʰ              |
| '9'   | no    | nʌw    | nəw        | nɔ̃     | nəw    | no      | no         | *nəw              |
| '10'  | dəs   | ɗʌh    | dɛh        | dəs    | dəs    | ɗəx     | dəs        | *dəs              |